# Рейвенсвуд (Західна Вірджинія)
Рейвенсвуд (англ. Ravenswood) — місто (англ. city) в США, в окрузі Джексон штату Західна Вірджинія. Населення — 3865 осіб (2020).

## Географія
Рейвенсвуд розташований за координатами 38°57′23″ пн. ш. 81°45′43″ зх. д. / 38.95639° пн. ш. 81.76194° зх. д. (38.956292, -81.761981).  За даними Бюро перепису населення США в 2010 році місто мало площу 4,91 км², з яких 4,73 км² — суходіл та 0,18 км² — водойми.

### Клімат
| Клімат : Рейвенсвуд   | Клімат : Рейвенсвуд | Клімат : Рейвенсвуд | Клімат : Рейвенсвуд | Клімат : Рейвенсвуд | Клімат : Рейвенсвуд | Клімат : Рейвенсвуд | Клімат : Рейвенсвуд | Клімат : Рейвенсвуд | Клімат : Рейвенсвуд | Клімат : Рейвенсвуд | Клімат : Рейвенсвуд | Клімат : Рейвенсвуд | Клімат : Рейвенсвуд |
| Показник              | Січ.                | Лют.                | Бер.                | Квіт.               | Трав.               | Черв.               | Лип.                | Серп.               | Вер.                | Жовт.               | Лист.               | Груд.               | Рік                 |
| Середній максимум, °C | 6,7                 | 8,3                 | 13,3                | 20,0                | 25,0                | 28,9                | 30,6                | 30,0                | 27,2                | 21,7                | 13,9                | 8,9                 | 19,4                |
| Середній мінімум, °C  | −4,4                | −3,9                | 0,0                 | 5,0                 | 10,0                | 14,4                | 16,7                | 16,1                | 12,8                | 6,1                 | 1,1                 | −2,8                | 6,1                 |
| Норма опадів, мм      | 84                  | 71                  | 94                  | 81                  | 91                  | 94                  | 112                 | 91                  | 69                  | 64                  | 69                  | 76                  | 998                 |
| --------------------- | ------------------- | ------------------- | ------------------- | ------------------- | ------------------- | ------------------- | ------------------- | ------------------- | ------------------- | ------------------- | ------------------- | ------------------- | ------------------- |
| Джерело: Weatherbase  |                     |                     |                     |                     |                     |                     |                     |                     |                     |                     |                     |                     |                     |

## Демографія
Згідно з переписом 2010 року, у місті мешкало 3876 осіб у 1657 домогосподарствах у складі 1061 родини. Густота населення становила 789 осіб/км².  Було 1807 помешкань (368/км²).
Расовий склад населення:
| - 97,4 % — білих - 0,7 % — азіатів - 0,2 % — чорних або афроамериканців - 0,1 % — корінних американців |

До двох чи більше рас належало 1,3 %. Частка іспаномовних становила 1,0 % від усіх жителів.
За віковим діапазоном населення розподілялося таким чином: 23,0 % — особи молодші 18 років, 53,9 % — особи у віці 18—64 років, 23,1 % — особи у віці 65 років та старші. Медіана віку мешканця становила 42,4 року. На 100 осіб жіночої статі у місті припадало 87,3 чоловіків;  на 100 жінок у віці від 18 років та старших — 83,0 чоловіків також старших 18 років.
Середній дохід на одне домашнє господарство  становив 45 362 долари США (медіана — 30 546), а середній дохід на одну сім'ю — 62 390 доларів (медіана — 51 935). За межею бідності перебувало 24,8 % осіб, у тому числі 35,3 % дітей у віці до 18 років та 23,9 % осіб у віці 65 років та старших.
Цивільне працевлаштоване населення становило 1443 особи. Основні галузі зайнятості: освіта, охорона здоров'я та соціальна допомога — 31,2 %, виробництво — 15,9 %, науковці, спеціалісти, менеджери — 11,4 %, будівництво — 9,8 %.